# Банфето, Меган
Меган Банфето (фр. Meaghan Benfeito, род. 2 марта 1989, Лаваль) — канадская прыгунья в воду. Трёхкратный бронзовый призёр Олимпийских игр, четырёхкратный призёр чемпионатов мира, трёхкратная чемпионка Панамериканских игр, двукратная чемпионка игр Содружества. Основных успехов добилась в прыжках с 10-метровой вышки.

## Спортивная карьера
В 2005 году Меган выиграла свою первую медаль на домашнем чемпионате мира в Монреале, заняв третье место в синхронных прыжках с вышки вместе с Розалин Филион.
В 2006 завоевала бронзовую медаль на играх Содружества в синхронных прыжках.
В 2008 году на Олимпийских играх Меган заняла лишь 7-е место в синхронных прыжках.
В 2009 на чемпионате мира осталась без медалей: заняла 4-е место в индивидуальных прыжках и 4-е место в синхроне, уступив малайзийкам 0,27 балла в борьбе за бронзу.
В 2011 году завоевала «серебро» и «бронзу» на Панамериканских играх, на чемпионате мира заняла 7-е место в синхронных прыжках и 4-е в индивидуальном первенстве, уступив бронзовому призёру — мексиканке Паоле Эспиносе меньше двух баллов.
В 2012 году завоевала бронзовую медаль с Розалин Филион на Олимпийских играх. А в индивидуальном первенстве заняла 11-е место.
В 2013 году Меган выиграла серебряную медаль на чемпионате мира в командном зачёте (выступая всё с той же Розалин Филион).
В 2014 году выиграла две золотых медали на играх Содружества.
В 2015 на домашних Панамериканских играх стала первой в синхронных прыжках и третьей в личном первенстве, затем выиграла две серебряных медали чемпионата мира в смешанных соревнованиях с десятиметровой вышки и синхронных прыжках.